# Meiacanthus cyanopterus
Meiacanthus cyanopterus là một loài cá biển thuộc chi Meiacanthus trong họ Cá mào gà. Loài này được mô tả lần đầu tiên vào năm 2011.

## Từ nguyên
Từ định danh cyanopterus được ghép bởi hai âm tiết trong tiếng Hy Lạp cổ đại: kuáneos (κυάνεος; “xanh lam”) và pterón (πτερόν; “vây, cánh”), hàm ý đề cập đến các sọc xanh dương trên vây lưng của loài cá này.

## Phân bố và môi trường sống
M. cyanopterus hiện chỉ được biết đến ở eo biển Alor và đảo Bali (Indonesia), được tìm thấy trên các rạn san hô ở độ sâu khoảng 60–65 m.

## Mô tả
Chiều dài chuẩn lớn nhất được ghi nhận ở M. cyanopterus là 4,5 cm. Loài này có màu xám trắng, có cặp sọc đen bên lườn kéo dài đến cuống đuôi. Sọc trên cùng dọc theo gốc vây lưng. Vây lưng có sọc đen ở sát rìa, bên dưới là dải sọc màu xanh tím (đặc biệt phát triển ở cá đực).
Số gai vây lưng: 4; Số tia vây lưng: 25–26; Số gai vây hậu môn: 2; Số tia vây hậu môn: 14–16; Số tia vây ngực: 13–15.

## Sinh thái
Trứng của M. cyanopterus có chất kết dính, được gắn vào chất nền thông qua một tấm đế dính dạng sợi. Cá bột là dạng phiêu sinh vật, thường được tìm thấy ở vùng nước nông ven bờ.